# Courage der feige Hund
Courage der feige Hund (Originaltitel: Courage the Cowardly Dog) ist eine US-amerikanische Zeichentrickserie, die von John R. Dilworth erdacht und produziert wurde. Die Serie kombiniert Horror und Comedy und wurde von 1999 bis 2002 bei Cartoon Network erstausgestrahlt.
1995 veröffentlichte das Animationsstudio Hanna-Barbera eine Pilotfolge der Zeichentrickserie Chicken From Outer Space.
Vom 12. November 1999 bis zum 22. November 2002 wurden die vier wichtigsten Staffeln der bereits von Stretch Films produzierten Zeichentrickserie auf Cartoon Network ausgestrahlt.
Im Jahr 2013 veröffentlichte Stretch Films eine zusätzliche Folge von The Fog of Courage, die im Gegensatz zu ihren Vorgängerversionen als 3D-Computeranimation erstellt wurde.

## Handlung
Die Titelrolle der Zeichentrickserie ist Courage der feige Hund. Muriel, die mit ihrem Ehemann Eustace Bagge in der Stadt Nowhere lebt, fand Courage als kleinen Welpen und schenkte ihn ihrem Mann. Seltsame Dinge passieren in der Stadt, daher ist Courage gezwungen, seine Feigheit zu überwinden, um sein Herrchen und Frauchen zu retten.

## Charaktere

### Courage der feige Hund
Der rosafarbene Hund Courage mit zwei runden schwarzen Flecken auf der Rückseite bewegt sich auf zwei Beinen. Manchmal kann man ihn auch auf vier Beinen sehen. Jedes seiner Beine hat drei Zehen. Seine Zähne, die er mit Zahnseide putzt, sind gelb; ein Zahn hat ein Loch. Er kann nicht reden, sondern er verwandelt sich in die Sache, die er beschreiben möchte. Courage kann mit dem Computer arbeiten.
Courage geht als Welpe mit seinen Eltern im Park spazieren, wo er seinen Kopf in einen Zaun steckt. An dem Tag geht ein verrückter Wissenschaftler in den Park und entführt Courages Eltern, um sie zum Mond zu schicken. Als Courage sich befreit, sieht er im Himmel die Rakete, die schon abgeflogen ist. Muriel Bagge (seine zukünftige Besitzerin) findet Courage neben einer Mülltonne und nimmt den Hund bei sich auf. Seitdem wohnt Courage mit Muriel Bagge und ihrem Mann Eustace Bagge in der Stadt Nirgendwo.
Courages größte Angst ist eine grüne Maske, die Eustace Bagge manchmal trägt.

### Muriel Bagge
Muriel ist eine korpulente alte Frau mit grauen Haaren, die ein grünes Kleid mit gelber Schürze sowie schwarze Stiefel trägt. Ohne ihre Brille kann Muriel kaum sehen. Muriel ist meist lächelnd zu sehen, da sie einen heiteren und aufgeschlossenen Charakter hat.
Muriel hat einen Ehemann, der Eustace Bagge heißt. Sie liebt ihn, aber weil er Courage beleidigt oder erschreckt, schlägt sie ihn oft mit einem Nudelholz auf den Kopf. Mit ihrem Hund Courage, den sie vor vielen Jahren neben einer Mülltonne gefunden hat, sitzt die Frau auf dem Schaukelstuhl und trinkt ihr Lieblingsgetränk Tee. Die Frau kocht gerne und sie kann die Sitar spielen.
Viele Monster und Diebe, die in der Stadt ankommen, versuchen Muriel zu entführen oder auszurauben, obwohl Courage versucht, sein Frauchen im Voraus davor zu warnen.
Zum Ende jeder Episode sind Muriel und Courage im Schaukelstuhl zu sehen, die auf Eustace warten.

### Eustace Bagge
Herr Bagge ist ein Bauer ohne Haare, daher trägt er immer eine braune Kappe. Außerdem trägt er eine Brille, durch die seine Augen verdeckt werden, ein gelbes Hemd, einen grünen Overall und schwarze Schuhe. Der Mann hat dünne Hände und keine Zähne. Eustace Bagge wohnt in der Stadt Nowhere mit seiner Frau Muriel Bagge und ihrem Hund Courage, den er oft mit einer grünen Maske erschreckt.
Eustace wiederholt oft den Satz: „Der dumme Hund!“, wofür er von seiner Ehefrau geschlagen wird. Danach erwidert der Bauer jedes Mal: „Wofür?“ Eustace sieht gern fern auf seinem eigenen roten Sessel mit einer Zeitung in seinen Händen. Der Mann hat einen grünen LKW.
Am Ende jeder Episode ist Eustace nicht zu Hause.

## Synchronisation
| Rolle         | Englischer Sprecher | Deutscher Sprecher |
| ------------- | ------------------- | ------------------ |
| Courage       | Marty Grabstein     | Dirk Meyer         |
| Eustace Bagge | Arthur Anderson     | Peter Musäus       |
| Muriel Bagge  | Thea White          | Marion Hartmann    |